# Kościół Najświętszej Maryi Panny Wniebowziętej w Laskach
Kościół Najświętszej Maryi Panny Wniebowziętej w Laskach – rzymskokatolicki kościół parafialny należący do parafii pod tym samym wezwaniem (dekanat Trzcinica diecezji kaliskiej).

## Historia
Jest to świątynia wzniesiona w 1627 roku. Ufundowana została przez paulinów z Częstochowy. Rozbudowana została latach 1670, 1738 i 1780. Oddający w 1797 roku majątek zakonnicy zostawili po sobie na stropie herb – palmę z dwoma lwiątkami.

## Architektura i wnętrze
Budowla jest drewniana, jednonawowa, posiada konstrukcję zrębową. Świątynia jest orientowana, salowa, nie posiada wyodrębnionego prezbiterium z nawy, zamknięta jest ścianą prostą. Zakrystia jest murowana. Z boku i od frontu nawy są umieszczone dwie kruchty. Wieża na planie kwadratu jest nadbudowana nad frontową częścią nawy. Zwieńcza ją gontowy dach namiotowy. Na dachu znajduje się blaszany dach hełmowy z latarnią. Dzwon odlany w 1693 roku jest ozdobiony napisem „Soli Deo Gloria” – „Samemu Bogu chwała”. Świątynię nakrywa dach jednokalenicowy, pokryty gontem. Wnętrze nakryte jest płaskim stropem. Chór muzyczny jest podparty dziesięcioma słupami. Polichromia z 1739 roku przedstawia scenę Wniebowzięcia Najświętszej Maryi Panny, symbol paulinów: palma z dwoma lwiątkami oraz dekorację roślinną. Ołtarz główny w stylu wczesnobarokowym powstał w 2 połowie XVII wieku. Ołtarz boczny pochodzi z XVIII wieku. Ambona w stylu późnorenesansowym, wykonana w 1 połowie XVII wieku, jest ozdobiona namalowanymi wizerunkami czterech Ewangelistów. Chrzcielnica reprezentuje styl barokowy. Pozytyw organowy został zbudowany prawdopodobnie przez Franciszka Majewskiego z Rychtala w końcu XVIII wieku.